# روبرت جيرينجر
روبرت جيرينجر (بالإنجليزية: Robert Gerringer)‏ مواليد 12 مايو 1926 في نيويورك، الولايات المتحدة - الوفاة 8 نوفمبر 1989 في داماريسكوتا، الولايات المتحدة، هو ممثل أمريكي.

## الأعمال
- الطريق الذي كنا عليه
- طارد الأرواح الشريرة

## روابط خارجية
- روبرت جيرينجر على موقع IMDb (الإنجليزية)
- روبرت جيرينجر على موقع قاعدة بيانات برودواي على الإنترنت (الإنجليزية)
- روبرت جيرينجر على موقع قاعدة بيانات برودواي على الإنترنت (الإنجليزية)
- روبرت جيرينجر على موقع قاعدة بيانات الفيلم (الإنجليزية)